# Rozsdás tüskefarkú
Az rozsdás tüskefarkú (Anabacerthia amaurotis) a madarak (Aves) osztályának verébalakúak (Passeriformes) rendjébe és a fazekasmadár-félék (Furnariidae) családjába tartozó faj.

## Rendszerezése
A fajt Coenraad Jacob Temminck holland zoológus írta le 1823-ban, az Anabates nembe Anabates amaurotis néven. Sorolták a Philydor nembe Philydor amaurotis néven.

## Előfordulása
Brazília déli, Argentína északi és Paraguay keleti részén honos. Természetes élőhelyei a szubtrópusi vagy trópusi síkvidéki és hegyi esőerdők.

## Megjelenése
Testhossza 15-16 centiméter.

## Életmódja
Ízeltlábúakkal táplálkozik.

## Természetvédelmi helyzete
Az elterjedési területe nagy, egyedszáma viszont csökkenő. A Természetvédelmi Világszövetség Vörös listáján mérsékelten veszélyeztetett fajként szerepel.